# Ivan Sivec

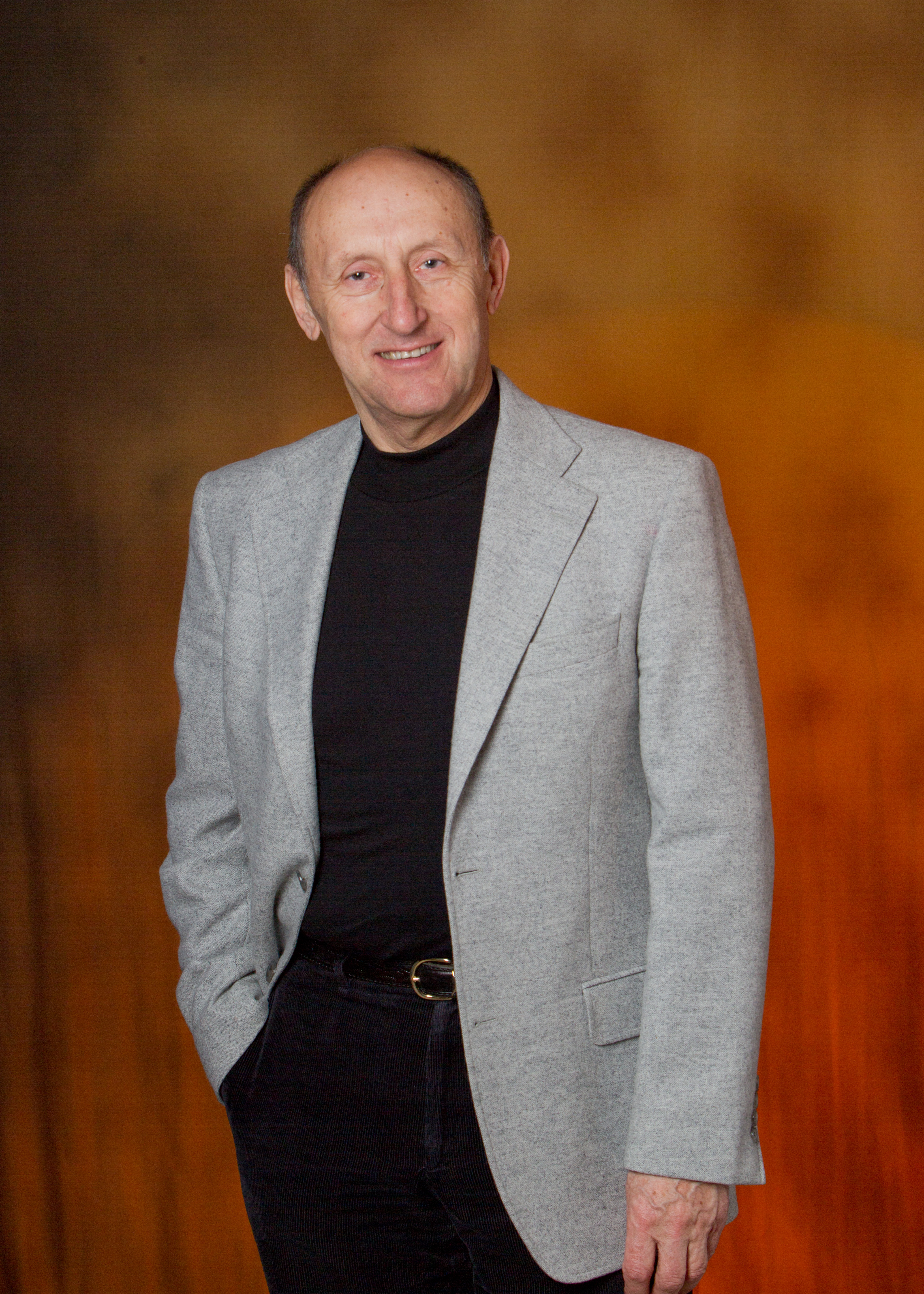
Ivan Sivec (2012)

Ivan Sivec (* 23. Mai 1949 in Moste pri Komendi bei Ljubljana) ist ein slowenischer Dichter und Schriftsteller.

## Biographie
Ivan Sivec wurde am 23. Mai 1949 in Oberkrain geboren. Schon als Kind hatte er kreatives Talent gezeigt. Er ist oft auf Gedichtrezitationen und Schauspielen aufgetreten und hatte neben dem schon als Schüler verschiedene Texte für Kinderzeitschriften und regionale Zeitungen geschrieben. In den Jugendjahren hatte er eine Vorliebe für slowenische Sitten und Volksbräuche entwickelt, viele davon hatte sein Vater Andrej an ihn weiter gegeben. Diese hatte er gesammelt und später auch in Publikationen veröffentlicht.
In 1967 hat er eine Ausbildung als Elektrotechniker an der Technischen Mittelschule in Ljubljana absolviert. Danach studierte er Slawistik an der Philosophischen Fakultät in Ljubljana, das Diplom erwarb er in 1978. Während seiner Studienjahre hatte er bereits Märchen, Humoresken und Feuilletons sowie verschiedene Beiträge, unter anderem auch längere Reportagen, für den nationalen Sender Radio Slowenien verfasst, wo er auch seine erste Arbeit als Techniker fand. Als Journalist und Redakteur arbeitete er beim nationalen Radiosender bis zur Pensionierung 2005.
2002 hatte er seine Magisterarbeit mit dem Titel Das Phänomen des Ensembles der Brüder Avsenik an der Philosophischen Fakultät in Ljubljana verteidigt, und erlangte so den Magisterabschluss in Ethnologie.

## Werk
Ivan Sivec hat über 127 Bücher in verschiedenen Gattungen und für verschiedene Altersgruppen verfasst. Für seine Arbeiten erhielt er zahlreiche Preise und Auszeichnungen.
Als Dichter schreibt er auch Liedtexte. Er verfasste mehr als 2500 Texte für die Unterhaltungsvolks- und Unterhaltungsmusik. Seine Liedtexte werden von vielen slowenischen Ensembles und Musikern interpretiert, unter anderem auch von den berühmten Ensembles der Brüder Avsenik, Slak, Mihelič, den Alpenoberkrainern und vielen anderen.
Über die Entwicklung der Unterhaltungsvolksmusik auf slowenischen Boden verfasste er zwei umfangreiche Monographien. Er hatte neben dem im Slowenischen auch mehrere lyrische Sammlungen veröffentlicht. In der Monographie Slavko Avsenik und die Original Oberkrainer: ein europäisches Musikphänomen aus Oberkrain widmete er sich der Biographie der Brüder Vilko Ovsenik und Slavko Avsenik. Das Buch zeigt die ersten Anfänge des musikalischen Weges des Ensembles und verfolgt ihre Entwicklung bis zu ihrer offiziellen Auflösung.
Ins Deutsche übersetzt wurden bisher nur eine Handvoll Bücher, am bekanntesten ist seine Biographie über den Volksmusiker Slavko Avsenik der Original Oberkrainer. 2015 erschien auch sein erster Roman in Englischer Sprache: The X Factor.

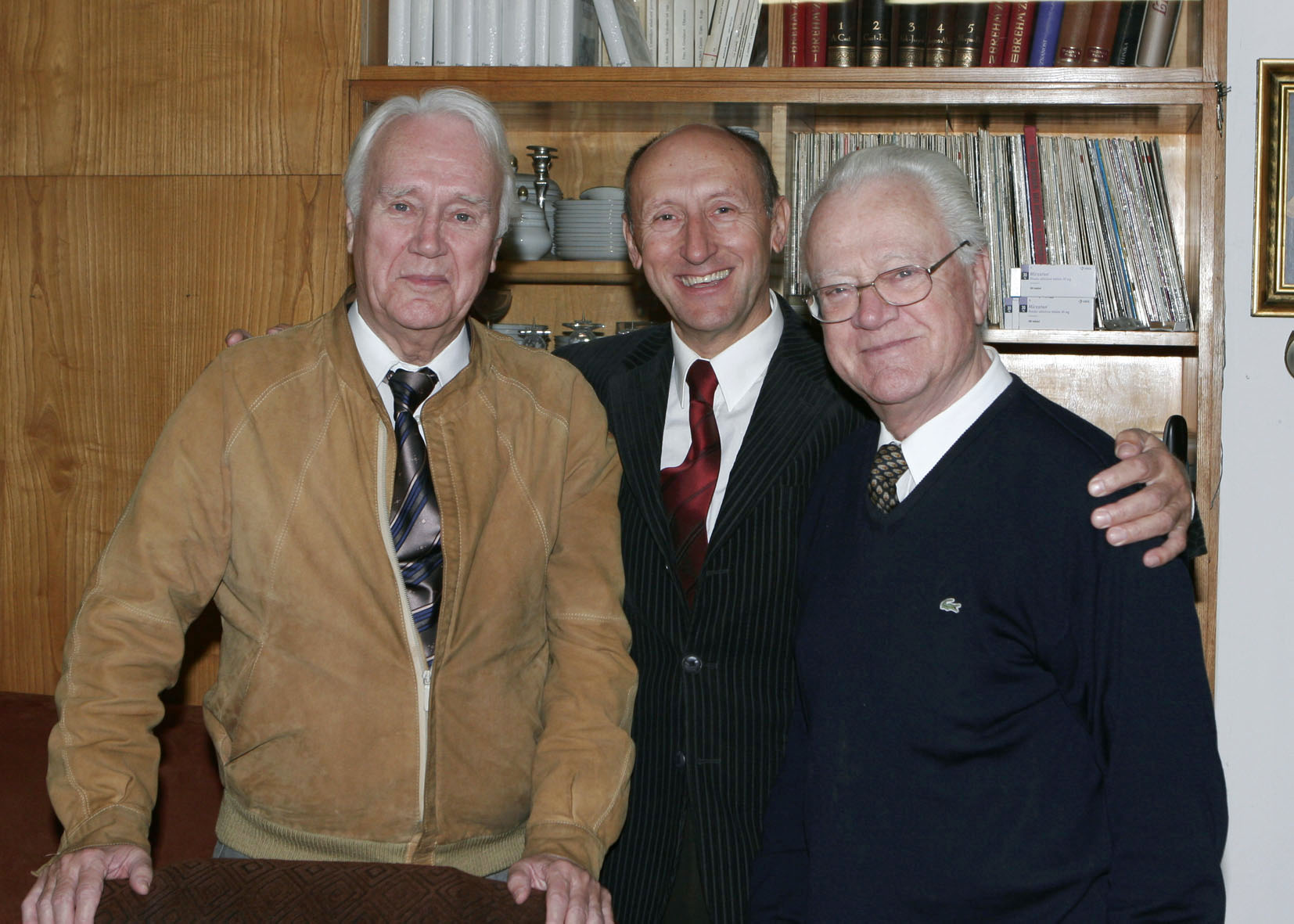
Ivan Sivec mit Vilko Ovsenik (links) und Slavko Avsenik (rechts)

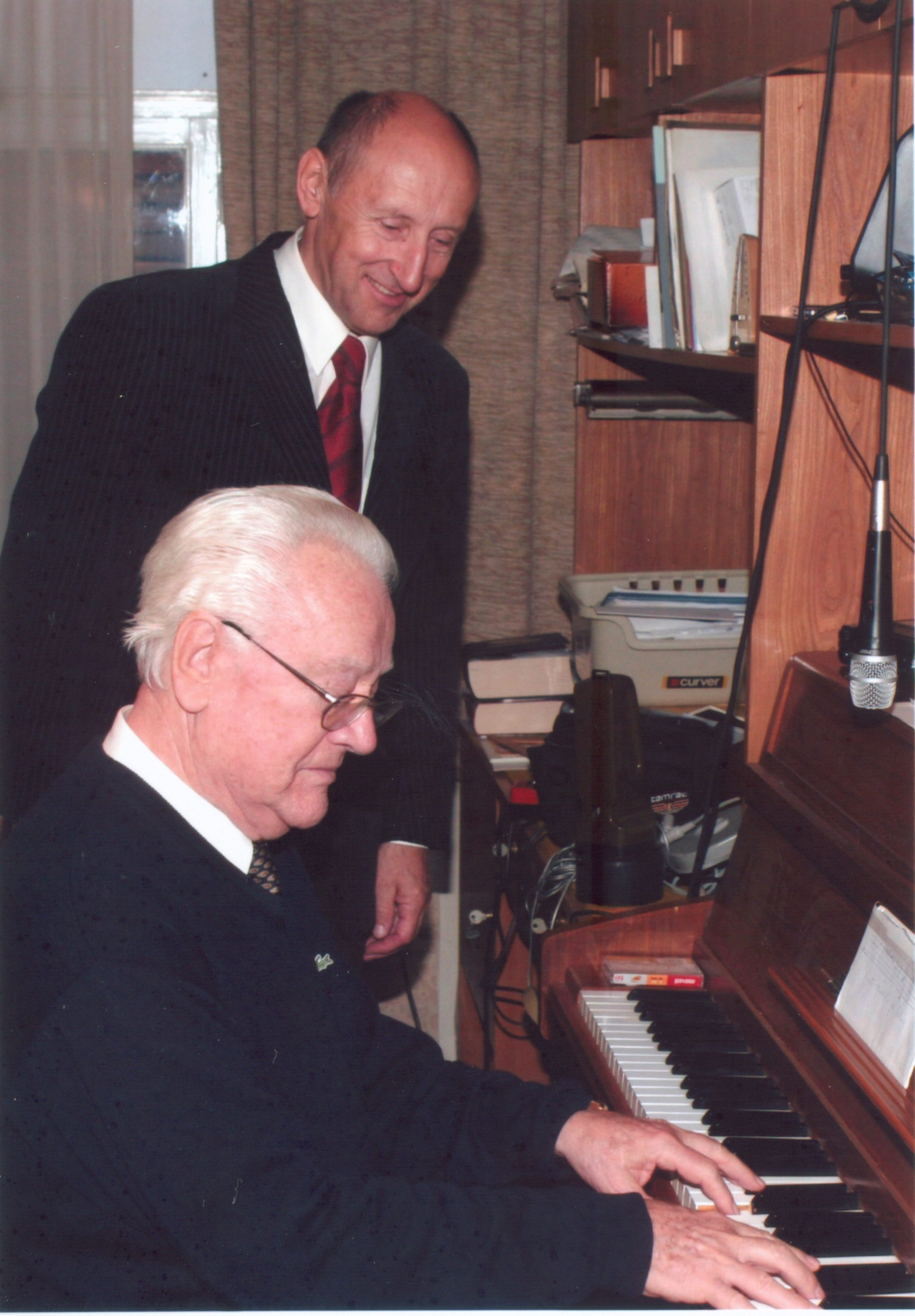
Ivan Sivec und Slavko Avsenik

## Publikationen
- Slavko Avsenik und seine Original Oberkrainer: Ein europäisches Musikphänomen aus Oberkrain. Verlag ICO d.o.o., Slovenia, ISBN 978-961-6868-51-8.
- Spuren unseres Lebens: Die künstlerischen Wege von Ivanka Kraševec und Ivan Prešern-Žan. ICO d.o.o., Slovenia 2015, ISBN 978-961-6868-15-0.
- Die Formel des Todes. ICO d.o.o., Slovenia, ISBN 978-961-6868-54-9.
- Wenn ich auf hohen Bergen steh. Musik: Hans Kolesa, Text: Ivan Sivec; Arr.: Alfred Hofbauer